# Сланик
Сланик је мала посуда намењена за држање соли. На врху посуде се налази рупичасти затварач који олакшава и ограничава сољење хране.
Сланици могу да буду израђени од разних материјала, уклујучујући пластику, стакло, метал, и керамику. Сланици су ушли у широку употребу након што су агенси за спречавање згрушавања соли уведени током 1920-их.